# Antillorena polli
Antillorena polli là một loài nhện trong họ Zodariidae.
Loài này thuộc chi Antillorena. Antillorena polli được Eugène Simon miêu tả năm 1887.